# Rollercoaster (film)
Rollercoaster is een thriller-rampenfilm uit 1977, geregisseerd door James Goldstone. Hoofdrollen zijn weggelegd voor onder andere Richard Widmark, George Segal, Henry Fonda en Timothy Bottoms.

## Plot
De film gaat over een jongeman (gespeeld door Timothy Bottoms) die zelfgemaakte bommen aanbrengt op achtbanen om hiermee naar eigen zeggen aan te tonen aan de eigenaars van pretparken hoe kwetsbaar ze zijn. Via radiobediening kan hij met een zendertje de bommen doen afgaan. Het is hem vooral om geld te doen dat hij zo van de eigenaars van de parken probeert te bemachtigen.
In het begin van de film gaat een bom af op de houten achtbaan The Rocket in het inmiddels gesloten Ocean View Amusement Park in Norfolk (Virginia). Daardoor is het spoor voor een klein stuk vernield met als gevolg dat de achtbaantrein ontspoort. Verschillende mensen laten hierbij het leven. Harry Calder (gespeeld door George Segal) is een achtbaaninspecteur en had deze veilig verklaard. Hij onderzoekt wat er verkeerd is gegaan. Wanneer even later het bericht binnenkomt dat er in een ander park in Pittsburgh een darkride afgebrand is, legt hij al gauw de link met sabotage. Even later krijgt men ook een bericht van de jongeman met de eis naar één miljoen dollar. Indien het losgeld niet wordt afgegeven, zal hij nogmaals toeslaan.
Het geld wordt afgegeven door Calder. De jongeman had gevraagd om ongemerkte briefjes, zo niet komt hij zijn afspraak niet na en slaat nogmaals toe. Calder moet een hele dag op attracties zitten in het park Kings Dominion in Richmond, Virginia. De jongeman volgt hem overal en houdt contact met hem via een radiotelefoon die niet kan worden afgetapt, die hij aan Calder laat bezorgen, en een zendertje dat hij zelf in zijn jaszak houdt. Nadat hij alle volgers van Calder op een dwaalspoor heeft gezet, laat hij Calder de valies met geld op een bank achterlaten en gaat ermee vandoor. Echter waren de briefjes, zonder medeweten van Calder, gemerkt met een UV-teken. De jongeman ontdekt dit en beslist nogmaals toe te slaan.
Harry Calder echter denkt te weten waar hij dat zal doen, namelijk op de nieuwe stalen achtbaan met een looping, waar veel publiciteit voor werd gemaakt - het is immers de openingsdag van de splinternieuwe baan: de Revolution in het park Magic Mountain (tegenwoordig Six Flags Magic Mountain) was de eerste moderne achtbaan die veilig over de kop ging. Er wordt een zoektocht gehouden op het spoor van de baan naar de bom, die wordt gevonden en ontmanteld. De jongeman ontdekt dat zijn bom niet meer ter plaatse is en maakt een nieuwe. Hij neemt plaats in de attractie tussen de eerste rijders en plaatst een nieuwe bom in het laatste karretje van de achtbaantrein. Wanneer even later Calder de stem van de jongeman herkent, gaat hij erachteraan. Wanneer men hem te pakken heeft, weet men ook het radiosignaal te verstoren voor zijn ontsteker. Calder schiet hem vervolgens in zijn zij. Hij probeert te vluchten door over het hek dat de achtbaan omheint te kruipen en vervolgens over de baan, maar hij wordt aangereden door de trein.

## Rolverdeling
| Acteur          | Personage       | Beschrijving personage                  |
| --------------- | --------------- | --------------------------------------- |
| Timothy Bottoms | jongeman        | De terrorist                            |
| George Segal    | Harry Calder    | De achtbaaninspecteur                   |
| Richard Widmark | Agent Hoyt      | De FBI-agent die de zaak mee onderzoekt |
| Henry Fonda     | Simon Davenport | De baas van Harry Calder                |
| Harry Guardino  | Keefer          |                                         |
| Susan Strasberg | Fran            | Harry's ex-vrouw                        |
| Helen Hunt      | Tracy Calder    | De dochter van Harry Calder, een tiener |
| Wayne Tippit    | Christie        | Hoofdinspectrice van de politie         |